# 广州城建职业学院
广州城建职业学院位于中国广州市从化区环市东路166号。
其前身是1960年成立的广州业余建筑工程学院，1980年改为广州市建筑总公司职工大学，2000年7月并入广州大学，成为广州大学的二级学院。2003年12月改为广州大学城建学院，2007年4月改为普通高校。